# Jean-Pierre-Antoine Tassaert

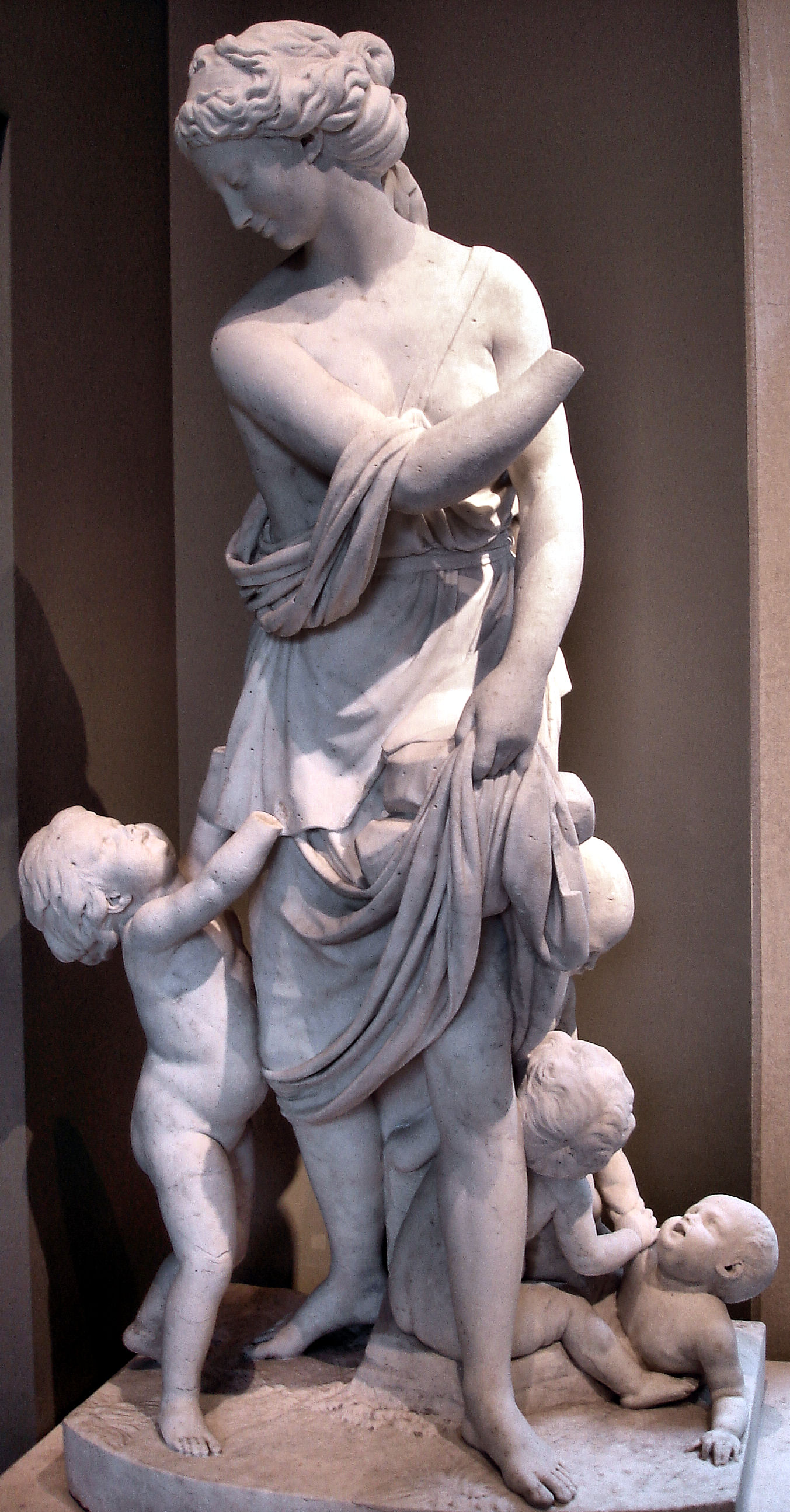
Pyrrha of la Population, Louvre, Parijs

Jean-Pierre-Antoine Tassaert (Antwerpen, gedoopt 19 augustus 1727 - Berlijn, 21 januari 1788) was een Vlaamse beeldhouwer.

## Stamboom
Voorouders :
- Neef van de Antwerpse schilder Jean-Pierre Tassaert (1651-1725).
- Kleinzoon van de Antwerpse schilder Pierre Tassaert, meester in de gilde van Antwerpen in 1635, overleden rond 1692-1693.

Afstammelingen :
- Vader van Jean-Joseph-François Tassaert en Henriette-Felicité Tassaert (1766-1818).
- Grootvader van Nicolas François Octave Tassaert en de etser Paul Tassaert, overleden in Parijs in 1855.

## Œuvre
- Parijs, Louvremuseum, Pyrrha ou la Population, wit marmer rond 1773-1774 (plaaster tentoongesteld op het salon van 1773), besteld door de Abbé Terray om de beeldhouwgalerij van zijn Parijs hotel rue Notre-Dame-des-Champs te verfraaien, met een werk van Augustin Pajou : Mercure ou le Commerce.

- Biografisch Portaal: 37694698
- Gemeinsame Normdatei: 119455293
- International Standard Name Identifier: 0000 0000 6677 1546
- Nationale Bibliotheek van Polen: a0000003652633
- RKD-Nederlands Instituut voor Kunstgeschiedenis: 206641
- Union List of Artist Names: 500054963
- Virtual International Authority File: 45112187
- WorldCat: E39PBJpdRFqCkkwmqdTKptY3wC